# Utdöd i vilt tillstånd

Diagram som visar rödlistningskategorin utdöd i vilt tillstånd (EW) i relation till IUCN:s andra rödlistningskategorier.

Utdöd i vilt tillstånd, förkortas på engelska EW, Extinct in the Wild, är en term som används inom rödlistning av arter.
Utdöd i vilt tillstånd är en av Internationella naturvårdsunionens (IUCN) rödlistningskategorier på global nivå. En art tillhör kategorin "utöd i vilt tillstånd" om den trots efterforskningar under en längre tid inte kunnat återfinnas vild inom sitt naturliga utbredningsområde och de enda kända exemplaren som finns kvar finns i odlingar eller i fångenskap eller i införda populationer utanför artens naturliga utbredningsområde.
För exempel, se Kategori:Utdöda arter i vilt tillstånd